# Cracovia
Cracovia (en polaco: Kraków [ˈkrakuf]ⓘ) es la capital del voivodato de Pequeña Polonia (Województwo małopolskie) y una de las ciudades más grandes, antiguas e importantes de Polonia. Situada en las márgenes del río Vístula, tiene una población de 766 000 habitantes (3 millones en su área metropolitana), lo que la convierte en la segunda ciudad más poblada de Polonia.
Cracovia tradicionalmente ha sido uno de los centros económicos, científicos, culturales y artísticos del país. Durante gran parte de la historia polaca fue la capital del país. Por eso, todavía es el corazón de Polonia para muchos ciudadanos. Actualmente, Cracovia es un centro muy importante del turismo local e internacional, con más de ocho millones de turistas al año. El centro histórico de Cracovia fue declarado, junto con el centro histórico de Quito, como Patrimonio de la Humanidad por la Unesco en 1978. También fue Capital Europea de la Cultura en el año 2000.
Cracovia fue la sede del Campeonato Mundial de Voleibol en 2014 y del Campeonato Europeo de Balonmano de 2016. La ciudad ha sido también escogida como la Ciudad Europea del Deporte en el año 2014 y como la sede de la Jornada Mundial de la Juventud del año 2016.

## Etimología
El nombre de Cracovia deriva de Krakus (Krak, Grakch), el legendario fundador de la ciudad y gobernante de la tribu de los lechitas. En polaco, Kraków es una forma posesiva arcaica de Krak y, esencialmente, significa "(la ciudad) de Krak". El nombre de Krakus puede derivar de "krakula", una palabra protoeslava para el bastón de un juez, o de la palabra protoeslava "krak", que significa roble, árbol considerado sagrado y a menudo asociado con el concepto de la genealogía.
La primera mención al príncipe Krakus (entonces escrito Grakch) data de 1190, aunque la ciudad existía ya en el siglo VII, habitada por la tribu de los vistulanos.
El nombre completo oficial de la ciudad, usado en las ocasiones ceremoniales, es Real Ciudad Capital de Cracovia. Su gentilicio es cracoviano.
La ciudad se conoce en checo y eslovaco como Krakov, en lituano como Krokuva, en húngaro como Krakkó, en alemán como Krakau, en latín, español e italiano como Cracovia y en francés como Cracovie. En ucraniano y yidis se conoce como Krakiv y Kroke, respectivamente.

## Historia de Cracovia
Existen pruebas arqueológicas que sugieren que se estableció un asentamiento en la Edad de Piedra en la actual localización de Wawel. Una leyenda atribuye su fundación al mítico gobernante Krakus, que lo construyó sobre una cueva ocupada por un voraz Dragón de Wawel. Muchos caballeros intentaron sin éxito desalojar al dragón luchando contra él, hasta que un zapatero llamado Dratewka le dio una oveja llena de azufre; el dragón se la comió, bebió el agua del río Vistula y estalló.

### La Edad Media

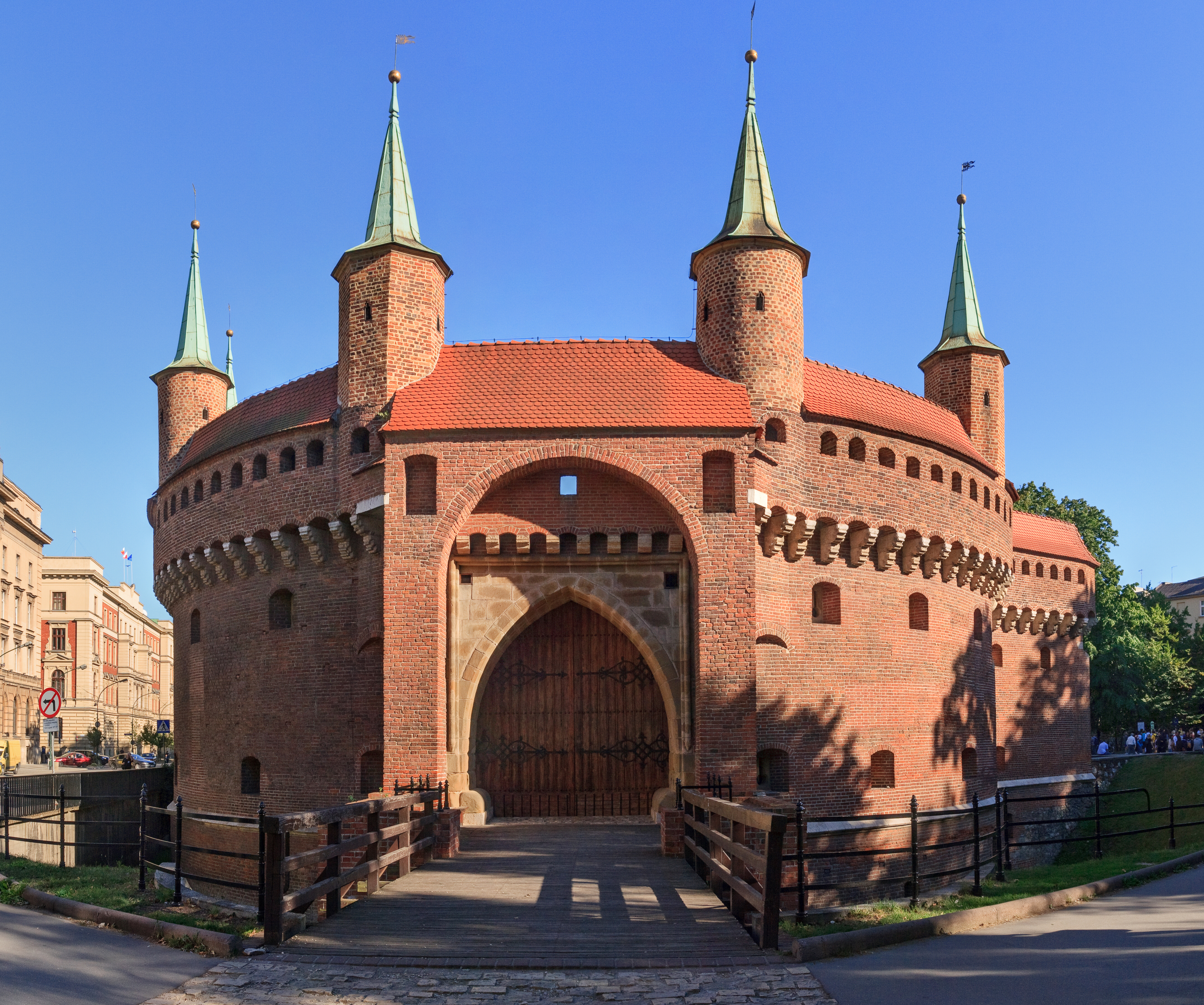
Barbacana de Cracovia, construida en 1498

El primer registro escrito del nombre de la ciudad data del año 966, cuando un viajero sefardí, Ibrahim ibn Ya'qub, describió Cracovia como un notable centro de comercio.
A finales del siglo X, la ciudad era un importante centro de comercio, formando parte de los intereses de la dinastía de los Piastas. Se construyeron edificios de ladrillo, incluido el castillo real, iglesias románicas tales como la de San Adalberto, una catedral y una basílica. La ciudad fue destruida casi por completo durante las invasiones mongolas de 1241, 1259 y 1287. Fue reconstruida y se constituyó una Corporación Municipal en 1257, según la ley Magdeburg, con beneficios en impuestos y privilegios de comercio para sus ciudadanos. La ciudad resurgió prominentemente en 1364, cuando Casimiro III de Polonia fundó la Universidad de Cracovia, la segunda universidad más antigua en Europa Central tras la Universidad de Praga. 
La ciudad continuó creciendo bajo la unión Lituano-Polaca de la dinastía Jogalia (1386-1572). Como capital de un estado poderoso y miembro de la Liga Hanseática, la ciudad atrajo a multitud de artesanos, negocios, y gremios mientras la ciencia y las artes comenzaban a florecer. Tras la creación de la República de las Dos Naciones en 1569, Cracovia siguió siendo capital del nuevo estado hasta 1596, cuando Varsovia se convierte en la capital.

### Edad Moderna
La historia de Cracovia es prácticamente la misma que la de toda Polonia. Destaca el hecho de que tras los repartos de Polonia del siglo XVIII, Cracovia, como toda la Pequeña Polonia, pasó a manos del Imperio Austríaco. 
En 1809 fue incorporada al fugaz Gran Ducado de Varsovia ("protectorado" o estado satélite del Imperio francés creado por Napoleón Bonaparte). Tras ser derrotado Napoleón y efectuado el Congreso de Viena en 1815, la ciudad de Cracovia y su entorno formaron una Ciudad Libre de Cracovia, único exiguo territorio polaco que mantenía algún resabio de independencia, empero tras las rebeliones de 1846 la Ciudad Libre de Cracovia fue nuevamente anexada a Austria y luego al Imperio austrohúngaro. Bajo la dominación austríaca, mucho más tolerante que la prusiana y rusa que se ejercía en otras zonas de Polonia, Cracovia se transformó en el principal centro cultural polaco. Durante la Primera Guerra Mundial, y especialmente en 1917 Cracovia se transformó en la sede de un cuartel general germano.

### Desde 1918 hasta la actualidad
Al finalizar la Primera Guerra Mundial Cracovia fue una de las zonas constituyentes de la resurgida Polonia independiente, la entonces denominada Segunda República Polaca.
Después del comienzo de la Segunda Guerra Mundial y la invasión de Polonia en septiembre de 1939, la ciudad se convirtió en parte del Gobierno General, una región administrativa especial dentro del territorio de la Alemania nazi, y desde el 4 de noviembre de 1939 se convirtió en su capital. La jefatura del Gobierno General estuvo ostentada por Hans Frank, que tenía su cuartel general en el Castillo de Wawel. 
Los nazis imaginaron la conversión de Cracovia en una ciudad completamente alemana después de la eliminación de todos los habitantes judíos y polacos, renombrado lugares y calles según marcaba la propaganda alemana o el intento de presentarla como una histórica ciudad alemana. En una operación denominada Sonderaktion Krakau, más de 180 profesores universitarios y académicos fueron arrestados y enviados a los campos de concentración de Sachsenhausen y Dachau, aunque los supervivientes fueron liberados más tarde a petición de prominentes italianos. La población judía primero fue confinada en un gueto, en el que muchos de ellos murieron por enfermedades e inanición. Aquellos que sobrevivieron fueron más tarde asesinados o enviados a campos de concentración, incluidos los campos de Kraków-Płaszów y Auschwitz.

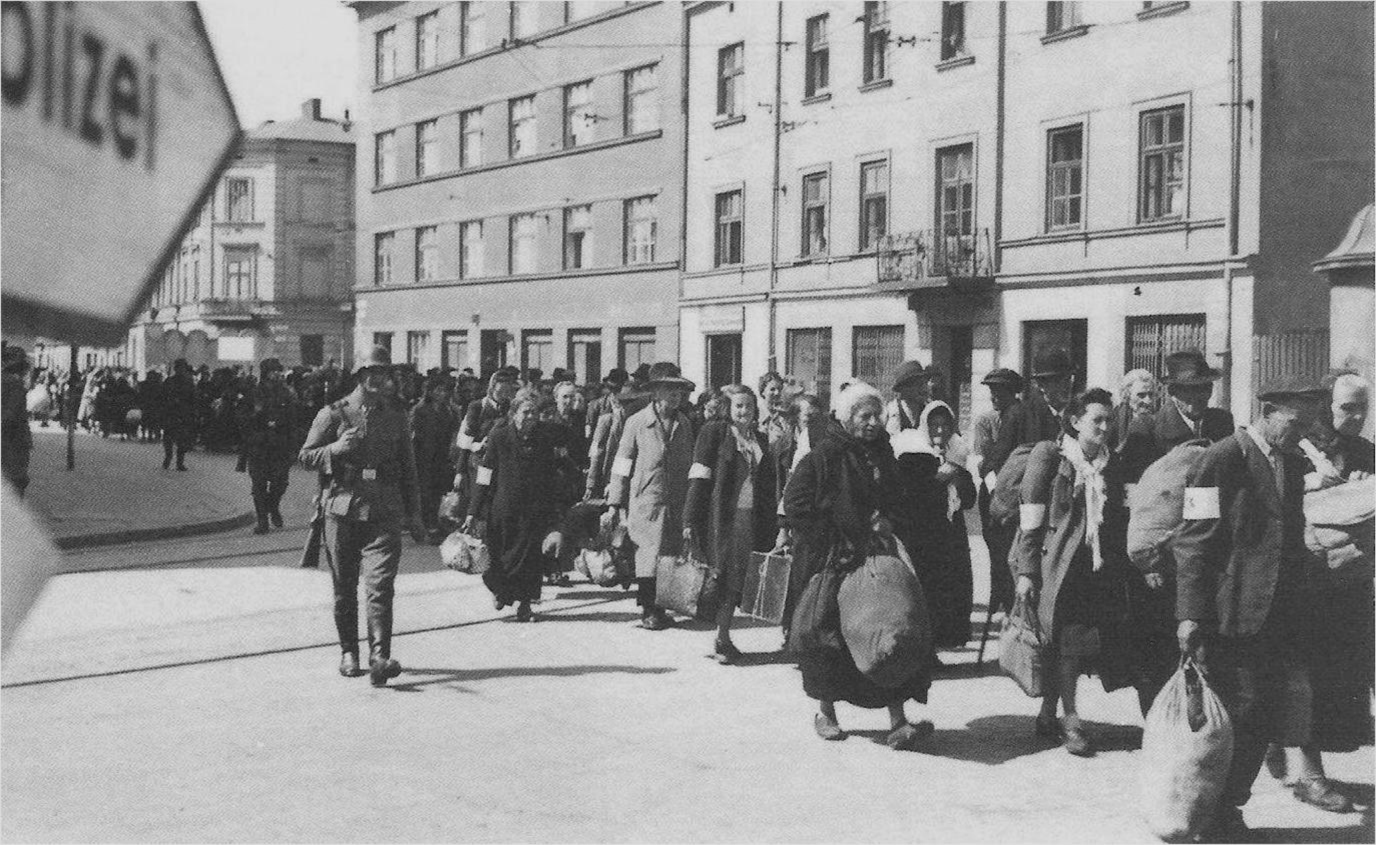
Deportación de judíos del gueto de Cracovia por las SS, en 1943.

Es famosa la historia de Oskar Schindler, un empresario alemán que se instaló en la ciudad y adquirió una fábrica en la que empleó judíos del gueto para su nueva factoría de utensilios militares, la Deutsche Emailwaren Fabrik, con lo que a la vez los salvó de acabar en los campos de exterminio. Así mismo, el director de cine Roman Polanski fue un superviviente del gueto. Aunque fue saqueada por las autoridades alemanas, Cracovia se mantuvo relativamente indemne hasta el final de la guerra, salvándose buena parte de su legado histórico y arquitectónico. Las fuerzas soviéticas entraron en la ciudad el 18 de enero de 1945 y comenzaron a arrestar a aquellos polacos leales al Gobierno polaco en el exilio, colaboracionistas pronazis o aquellos que habían servido en el Armia Krajowa.
Después de la guerra, la comunidad intelectual y académica de Cracovia quedó bajo el control de las nuevas autoridades de la República Popular de Polonia. El gobierno comunista ordenó la construcción de la mayor planta siderúrgica del país, en el barrio de nueva creación de Nowa Huta. La creación de la gigantesca "Siderurgia Lenin" (en la actualidad, Acería Sendzimir bajo propiedad de la compañía Mittal) marcó la transformación de Cracovia de una ciudad universitaria a un centro industrial. Como consecuencia, la nueva clase obrera que se desarrolló en la ciudad contribuyó a un importante aumento de la población.
En 1978 la Unesco añadió por primera vez la ciudad vieja de Cracovia a la lista de sitios declarados Patrimonio de la Humanidad.

## Cultura

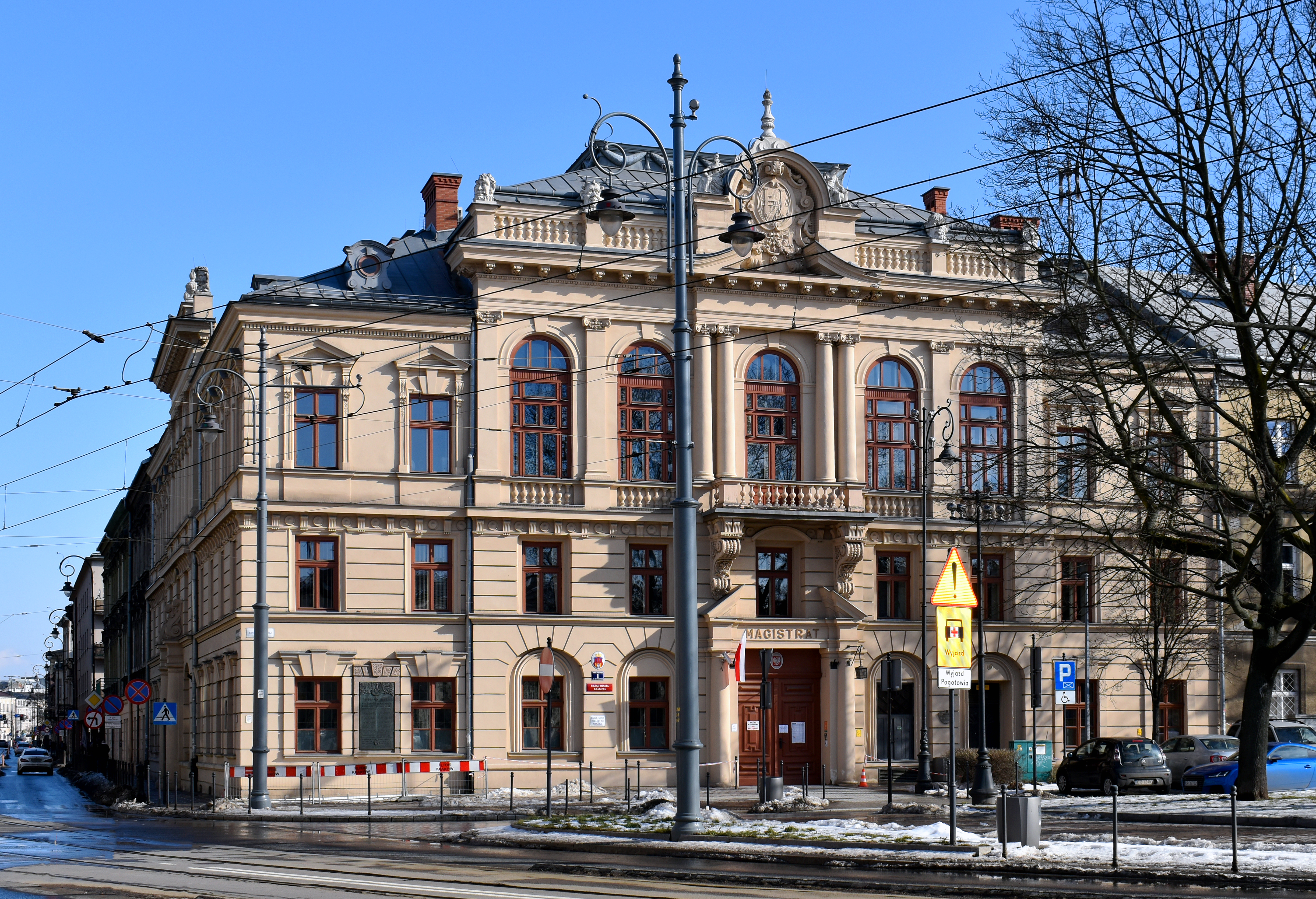
Ayuntamiento de Podgórze, inicialmente un pequeño asentamiento, ahora un distrito de Cracovia

La ciudad vieja de Cracovia (Stare Miasto) tiene una arquitectura muy rica, con bellos ejemplos de arquitectura renacentista, barroca, y gótica. Las catedrales y los palacios de Cracovia muestran una riqueza de color con detalles arquitectónicos como vitrales, pinturas y esculturas.
Los edificios más destacados de la ciudad son el Castillo Real y la catedral en la colina Wawel, donde el rey Władysław Jagiełło fue enterrado; la ciudad medieval (Stare Miasto) con su bella plaza; la plaza de mercado (200 metros cada lado); docenas de viejas iglesias y museos; los edificios del siglo XIV de la Universidad Jagellónica; y Kazimierz, el centro histórico de los judíos de Cracovia.

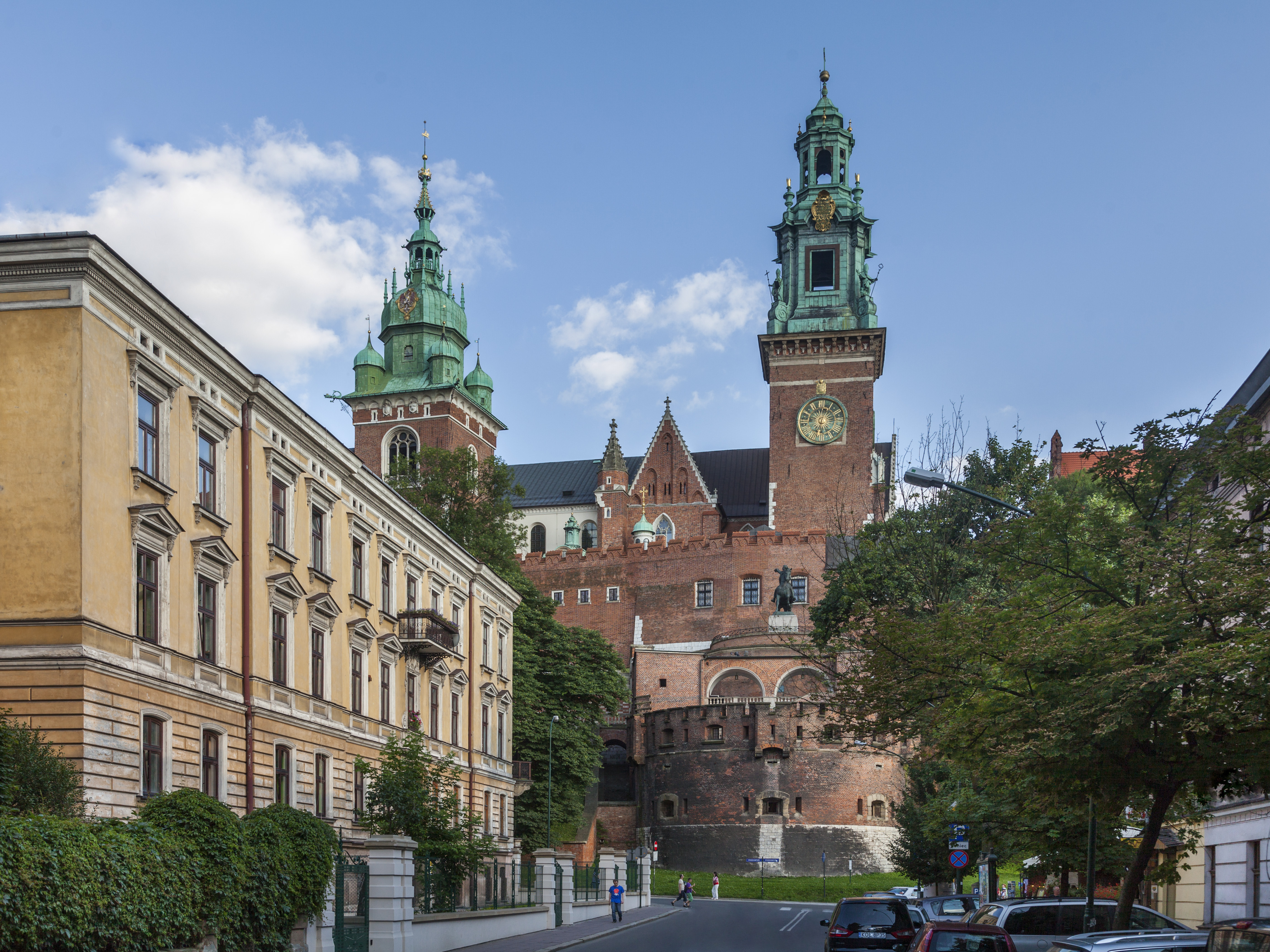
Castillo Real de Cracovia (Wawel)

La basílica gótica de Santa María, construida en el siglo XIV, limita con la plaza del mercado, y tiene un altar muy famoso de Veit Stoss. Cada hora, se oye el toque de trompeta (hejnal) desde la torre de la catedral. Arzobispo católico: cardenal Stanisław Dziwisz.

Cuadro La dama del armiño de Leonardo da Vinci, Museo Czartoryski, Cracovia.

La ciudad tiene 28 museos, divididos en museos nacionales y municipales, también cuenta con una serie de colecciones de arte y galerías de arte público. El Museo Nacional establecido en 1879, que es la rama principal del Museo Nacional de Polonia, con colecciones permanentes de todo el país, así como la colección de arte nacional en la colina de Wawel son accesibles al público en general. El Museo Czartoryski alberga obras de Rembrandt y Leonardo da Vinci.
- La Colección de Arte Nacional del Castillo de Wawel está ubicada en la colina de Wawel, la antigua residencia de tres dinastías de monarcas polacos. Las cámaras reales albergan obras de arte, muebles de época, pinturas de autores polacos y europeos, objetos de colección, y una gran muestra de tapices flamencos monumentales del siglo XVI.
- El Museo Nacional es el museo más rico del país, con colecciones que contienen varios cientos de miles de artículos que se encuentren en gran parte en el edificio principal en Ul. 3 Maja, sin embargo, actualmente hay nueve divisiones separadas del museo en la ciudad, uno de los más populares es la Galería del arte polaco del siglo XIX en Sukiennice, con la colección de pinturas y esculturas más conocidas del joven movimiento polaco.

Otros museos importantes de especial interés en Cracovia incluyen el Museo Manggha de Arte y Tecnología de Japón (M. Konopnickiej 26), el Museo de Stanisław Wyspiański (Szczepanska St 11), Jan Matejko Manor en Krzesławice, un museo dedicado al maestro de la pintura, Emeryk Hutten; Czapski Museum, y Józef Mehoffer Manor.

## Clima
| Parámetros climáticos promedio de Cracovia-Balice (1991-2020) | Parámetros climáticos promedio de Cracovia-Balice (1991-2020) | Parámetros climáticos promedio de Cracovia-Balice (1991-2020) | Parámetros climáticos promedio de Cracovia-Balice (1991-2020) | Parámetros climáticos promedio de Cracovia-Balice (1991-2020) | Parámetros climáticos promedio de Cracovia-Balice (1991-2020) | Parámetros climáticos promedio de Cracovia-Balice (1991-2020) | Parámetros climáticos promedio de Cracovia-Balice (1991-2020) | Parámetros climáticos promedio de Cracovia-Balice (1991-2020) | Parámetros climáticos promedio de Cracovia-Balice (1991-2020) | Parámetros climáticos promedio de Cracovia-Balice (1991-2020) | Parámetros climáticos promedio de Cracovia-Balice (1991-2020) | Parámetros climáticos promedio de Cracovia-Balice (1991-2020) | Parámetros climáticos promedio de Cracovia-Balice (1991-2020) |
| Mes                                                           | Ene.                                                          | Feb.                                                          | Mar.                                                          | Abr.                                                          | May.                                                          | Jun.                                                          | Jul.                                                          | Ago.                                                          | Sep.                                                          | Oct.                                                          | Nov.                                                          | Dic.                                                          | Anual                                                         |
| ------------------------------------------------------------- | ------------------------------------------------------------- | ------------------------------------------------------------- | ------------------------------------------------------------- | ------------------------------------------------------------- | ------------------------------------------------------------- | ------------------------------------------------------------- | ------------------------------------------------------------- | ------------------------------------------------------------- | ------------------------------------------------------------- | ------------------------------------------------------------- | ------------------------------------------------------------- | ------------------------------------------------------------- | ------------------------------------------------------------- |
| Temp. máx. abs. (°C)                                          | 16.6                                                          | 19.8                                                          | 24.1                                                          | 30.0                                                          | 32.6                                                          | 34.2                                                          | 35.7                                                          | 37.3                                                          | 34.8                                                          | 27.1                                                          | 22.5                                                          | 19.3                                                          | 37.3                                                          |
| Temp. máx. media (°C)                                         | 1.6                                                           | 3.6                                                           | 8.3                                                           | 15.1                                                          | 19.8                                                          | 23.3                                                          | 25.3                                                          | 25.0                                                          | 19.4                                                          | 14.0                                                          | 7.6                                                           | 2.7                                                           | 13.8                                                          |
| Temp. media (°C)                                              | -1.6                                                          | -0.2                                                          | 3.5                                                           | 9.3                                                           | 14.0                                                          | 17.6                                                          | 19.3                                                          | 18.9                                                          | 13.9                                                          | 8.8                                                           | 3.8                                                           | -0.5                                                          | 8.9                                                           |
| Temp. mín. media (°C)                                         | -4.7                                                          | -3.6                                                          | -0.8                                                          | 3.7                                                           | 8.5                                                           | 12.2                                                          | 13.8                                                          | 13.4                                                          | 9.1                                                           | 4.7                                                           | 0.6                                                           | -3.4                                                          | 4.5                                                           |
| Temp. mín. abs. (°C)                                          | -29.9                                                         | -29.5                                                         | -26.7                                                         | -7.5                                                          | -3.2                                                          | -0.1                                                          | 5.4                                                           | 2.7                                                           | -3.1                                                          | -7.4                                                          | -17.2                                                         | -29.5                                                         | -29.9                                                         |
| Precipitación total (mm)                                      | 37.9                                                          | 32.3                                                          | 38.1                                                          | 46.4                                                          | 79.0                                                          | 77.0                                                          | 98.2                                                          | 72.5                                                          | 65.8                                                          | 51.2                                                          | 41.4                                                          | 33.4                                                          | 673.2                                                         |
| Nevadas (cm)                                                  | 162.3                                                         | 138.3                                                         | 31.5                                                          | 3.9                                                           | 0                                                             | 0                                                             | 0                                                             | 0                                                             | 0                                                             | 0.7                                                           | 23.8                                                          | 72.7                                                          | 433.2                                                         |
| Días de lluvias (≥ 1 mm)                                      | 9.1                                                           | 8.4                                                           | 8.9                                                           | 8.2                                                           | 10.3                                                          | 9.2                                                           | 11.1                                                          | 8.5                                                           | 8.6                                                           | 8.3                                                           | 8.6                                                           | 7.8                                                           | 107                                                           |
| Días de nevadas (≥ 1 mm)                                      | 17.9                                                          | 14.1                                                          | 5.6                                                           | 0.8                                                           | 0                                                             | 0                                                             | 0                                                             | 0                                                             | 0                                                             | 0.3                                                           | 4.3                                                           | 11.9                                                          | 54.9                                                          |
| Horas de sol                                                  | 46.8                                                          | 66.6                                                          | 108.2                                                         | 160.9                                                         | 226.7                                                         | 216.3                                                         | 237.1                                                         | 226.8                                                         | 153.2                                                         | 101.6                                                         | 48.2                                                          | 35.9                                                          | 1628.3                                                        |
| Humedad relativa (%)                                          | 85.8                                                          | 82.5                                                          | 76.3                                                          | 69.9                                                          | 72.0                                                          | 72.7                                                          | 73.2                                                          | 74.5                                                          | 80.2                                                          | 83.8                                                          | 87.7                                                          | 87.5                                                          | 78.8                                                          |
| Fuente: Promedios y totales mensuales                         |                                                               |                                                               |                                                               |                                                               |                                                               |                                                               |                                                               |                                                               |                                                               |                                                               |                                                               |                                                               |                                                               |

| Parámetros climáticos promedio de Cracovia-Obserwatorium (1991-2020) | Parámetros climáticos promedio de Cracovia-Obserwatorium (1991-2020) | Parámetros climáticos promedio de Cracovia-Obserwatorium (1991-2020) | Parámetros climáticos promedio de Cracovia-Obserwatorium (1991-2020) | Parámetros climáticos promedio de Cracovia-Obserwatorium (1991-2020) | Parámetros climáticos promedio de Cracovia-Obserwatorium (1991-2020) | Parámetros climáticos promedio de Cracovia-Obserwatorium (1991-2020) | Parámetros climáticos promedio de Cracovia-Obserwatorium (1991-2020) | Parámetros climáticos promedio de Cracovia-Obserwatorium (1991-2020) | Parámetros climáticos promedio de Cracovia-Obserwatorium (1991-2020) | Parámetros climáticos promedio de Cracovia-Obserwatorium (1991-2020) | Parámetros climáticos promedio de Cracovia-Obserwatorium (1991-2020) | Parámetros climáticos promedio de Cracovia-Obserwatorium (1991-2020) | Parámetros climáticos promedio de Cracovia-Obserwatorium (1991-2020) |
| Mes                                                                  | Ene.                                                                 | Feb.                                                                 | Mar.                                                                 | Abr.                                                                 | May.                                                                 | Jun.                                                                 | Jul.                                                                 | Ago.                                                                 | Sep.                                                                 | Oct.                                                                 | Nov.                                                                 | Dic.                                                                 | Anual                                                                |
| -------------------------------------------------------------------- | -------------------------------------------------------------------- | -------------------------------------------------------------------- | -------------------------------------------------------------------- | -------------------------------------------------------------------- | -------------------------------------------------------------------- | -------------------------------------------------------------------- | -------------------------------------------------------------------- | -------------------------------------------------------------------- | -------------------------------------------------------------------- | -------------------------------------------------------------------- | -------------------------------------------------------------------- | -------------------------------------------------------------------- | -------------------------------------------------------------------- |
| Temp. máx. abs. (°C)                                                 | 17.3                                                                 | 21.0                                                                 | 24.7                                                                 | 31.2                                                                 | 33.7                                                                 | 35.3                                                                 | 36.3                                                                 | 38.3                                                                 | 35.8                                                                 | 27.9                                                                 | 24.0                                                                 | 19.9                                                                 | 38.3                                                                 |
| Temp. máx. media (°C)                                                | 2.3                                                                  | 4.4                                                                  | 9.1                                                                  | 15.8                                                                 | 20.6                                                                 | 24.0                                                                 | 26.0                                                                 | 25.8                                                                 | 20.2                                                                 | 14.6                                                                 | 8.2                                                                  | 3.3                                                                  | 14.5                                                                 |
| Temp. media (°C)                                                     | -1.0                                                                 | 0.4                                                                  | 4.1                                                                  | 9.8                                                                  | 14.6                                                                 | 18.3                                                                 | 20.0                                                                 | 19.3                                                                 | 14.2                                                                 | 9.2                                                                  | 4.4                                                                  | 0.2                                                                  | 9.5                                                                  |
| Temp. mín. media (°C)                                                | -3.5                                                                 | -2.6                                                                 | 0.3                                                                  | 4.8                                                                  | 9.5                                                                  | 13.2                                                                 | 14.9                                                                 | 14.4                                                                 | 10.1                                                                 | 5.7                                                                  | 1.7                                                                  | -2.2                                                                 | 5.5                                                                  |
| Temp. mín. abs. (°C)                                                 | -26.1                                                                | -26.8                                                                | -23.2                                                                | -4.6                                                                 | -1.8                                                                 | 2.3                                                                  | 6.6                                                                  | 4.5                                                                  | -2.6                                                                 | -5.7                                                                 | -16.1                                                                | -25.7                                                                | -26.8                                                                |
| Precipitación total (mm)                                             | 37.9                                                                 | 33.3                                                                 | 38.3                                                                 | 48.4                                                                 | 82.6                                                                 | 81.1                                                                 | 98.6                                                                 | 75.1                                                                 | 70.3                                                                 | 53.1                                                                 | 41.8                                                                 | 32.4                                                                 | 692.9                                                                |
| Nevadas (cm)                                                         | 177.3                                                                | 161.3                                                                | 48.3                                                                 | 3.3                                                                  | 0                                                                    | 0                                                                    | 0                                                                    | 0                                                                    | 0                                                                    | 1.0                                                                  | 25.1                                                                 | 75.4                                                                 | 491.7                                                                |
| Días de lluvias (≥ 1 mm)                                             | 9.5                                                                  | 7.7                                                                  | 8.8                                                                  | 8.2                                                                  | 10.7                                                                 | 10.0                                                                 | 10.9                                                                 | 9.1                                                                  | 8.8                                                                  | 8.4                                                                  | 8.1                                                                  | 7.9                                                                  | 108.1                                                                |
| Humedad relativa (%)                                                 | 82.2                                                                 | 78.9                                                                 | 73.0                                                                 | 66.1                                                                 | 68.4                                                                 | 68.9                                                                 | 70.0                                                                 | 72.4                                                                 | 79.3                                                                 | 82.7                                                                 | 84.8                                                                 | 83.9                                                                 | 75.9                                                                 |
| Fuente: Promedios y totales mensuales                                |                                                                      |                                                                      |                                                                      |                                                                      |                                                                      |                                                                      |                                                                      |                                                                      |                                                                      |                                                                      |                                                                      |                                                                      |                                                                      |

## Administración distrital
Cracovia se divide en 18 distritos administrativos (dzielnica), cada uno con un grado de autonomía respecto del gobierno municipal. El sistema actual asigna un número romano a cada distrito junto con su nombre.
Hasta marzo de 1991 la ciudad estaba dividida en cuatro distritos: los pueblos de Podgórze, Nowa Huta y Krowodrza, que habían sido absorbidos por Cracovia, y el casco histórico (denominado Śródmieście en polaco) de la propia Cracovia.

## Turismo

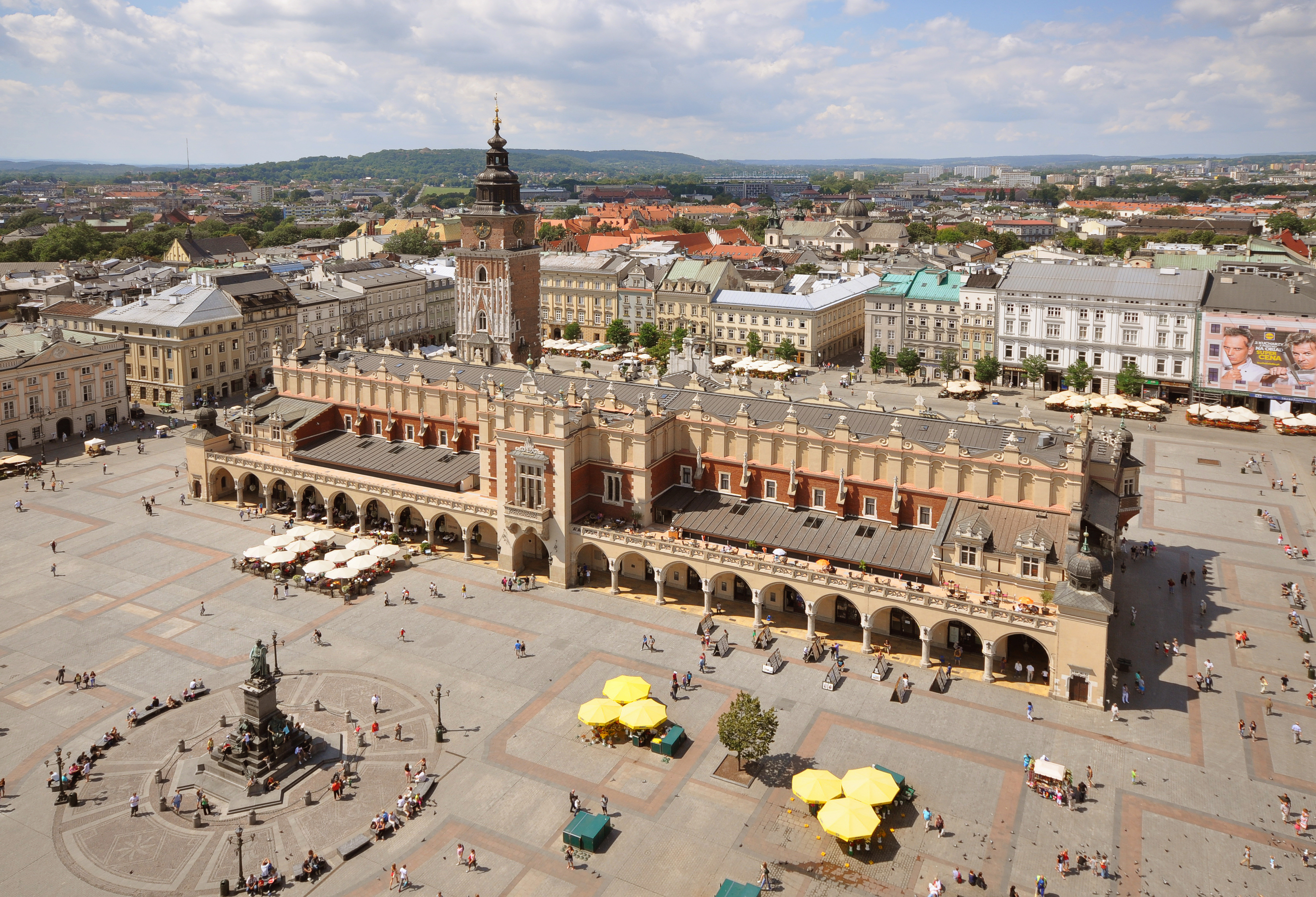
La Lonja de los Paños y la Torre del Ayuntamiento en la Plaza del Mercado de Cracovia.

Cracovia es considerada como una de las ciudades más bellas del mundo.[¿quién?][cita requerida] La mayor parte de los atractivos turísticos de la ciudad se concentran en los barrios que componen el casco histórico, es decir: Stare Miasto y Kazimierz.
- Centro histórico de Cracovia
- Plaza Rynek Główny
- Wawel
- Castillo de Wawel
- Catedral de Wawel
- Museo Czartoryski
- Kazimierz
- Basílica de Santa María
- Iglesia de San Andrés
- Distrito de Podgórze, donde se encontraba el gueto judío y la Fábrica de Schindler.
- Museo Polaco de Aviación
- Ruta Jacobea de Pequeña Polonia
- Río Vístula

## Transporte

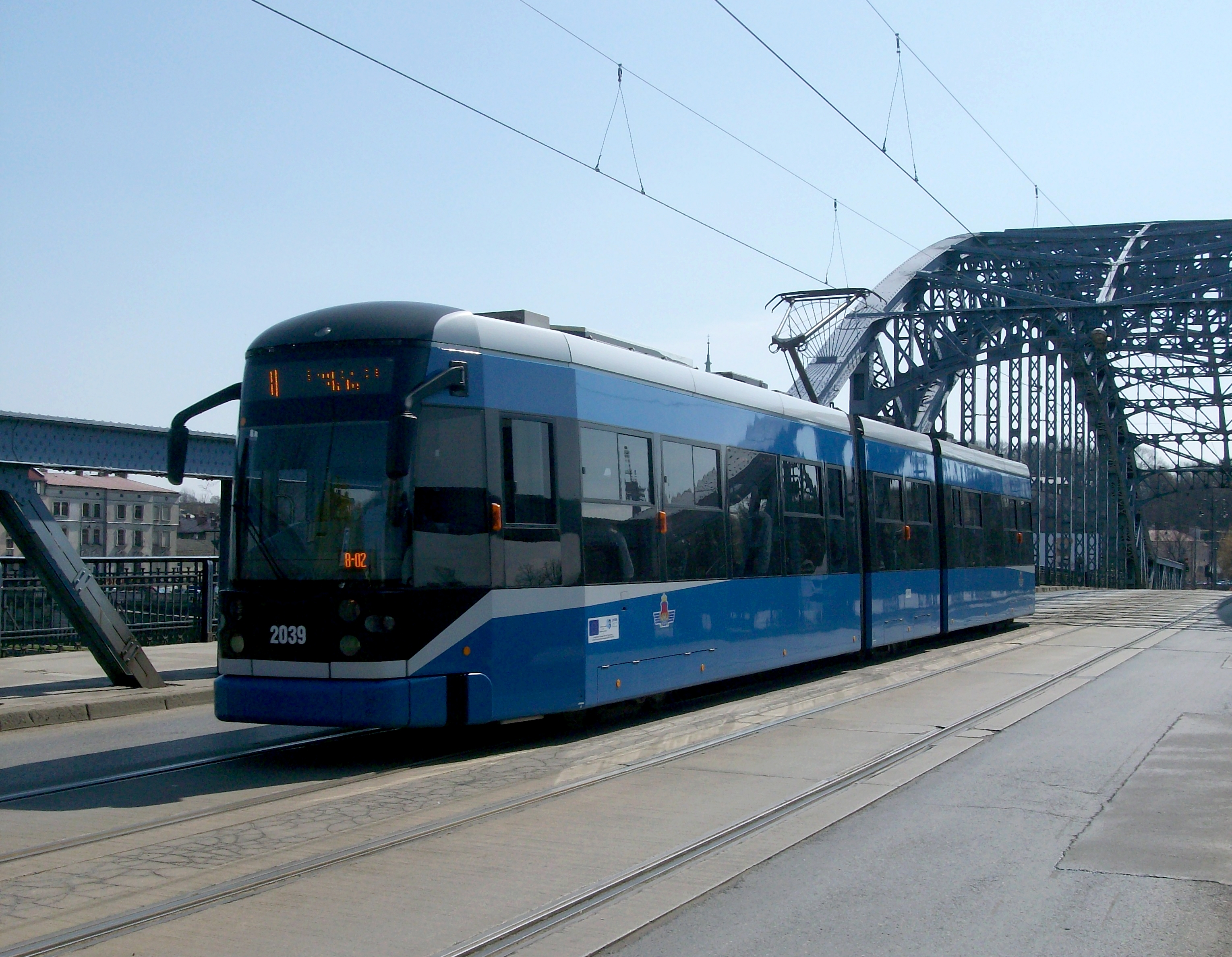
Tranvía de Bombardier Transportation en Cracovia

### Aeropuertos
Cracovia tiene un aeropuerto internacional, el Aeropuerto de Cracovia-Juan Pablo II (normalmente denominado aeropuerto Balice), situado a 11 km del centro de la ciudad. Con alrededor de 126 vuelos internacionales y domésticos al día y con más de 5 millones de pasajeros en 2017, es el segundo aeropuerto en Polonia.
El Aeropuerto de Cracovia Juan Pablo II - Balice cuenta con 2 terminales, T1, para vuelos internacionales, y T2, para vuelos nacionales, comunicadas por un servicio de Minibús.
Para llegar desde el aeropuerto al centro de Cracovia existen diversos medios de transporte: tren, autobús público, minibús privado y taxi.
A 95 kilómetros al noroeste del centro de la ciudad, se encuentra también el Aeropuerto Internacional de Katowice.

### Ferrocarril

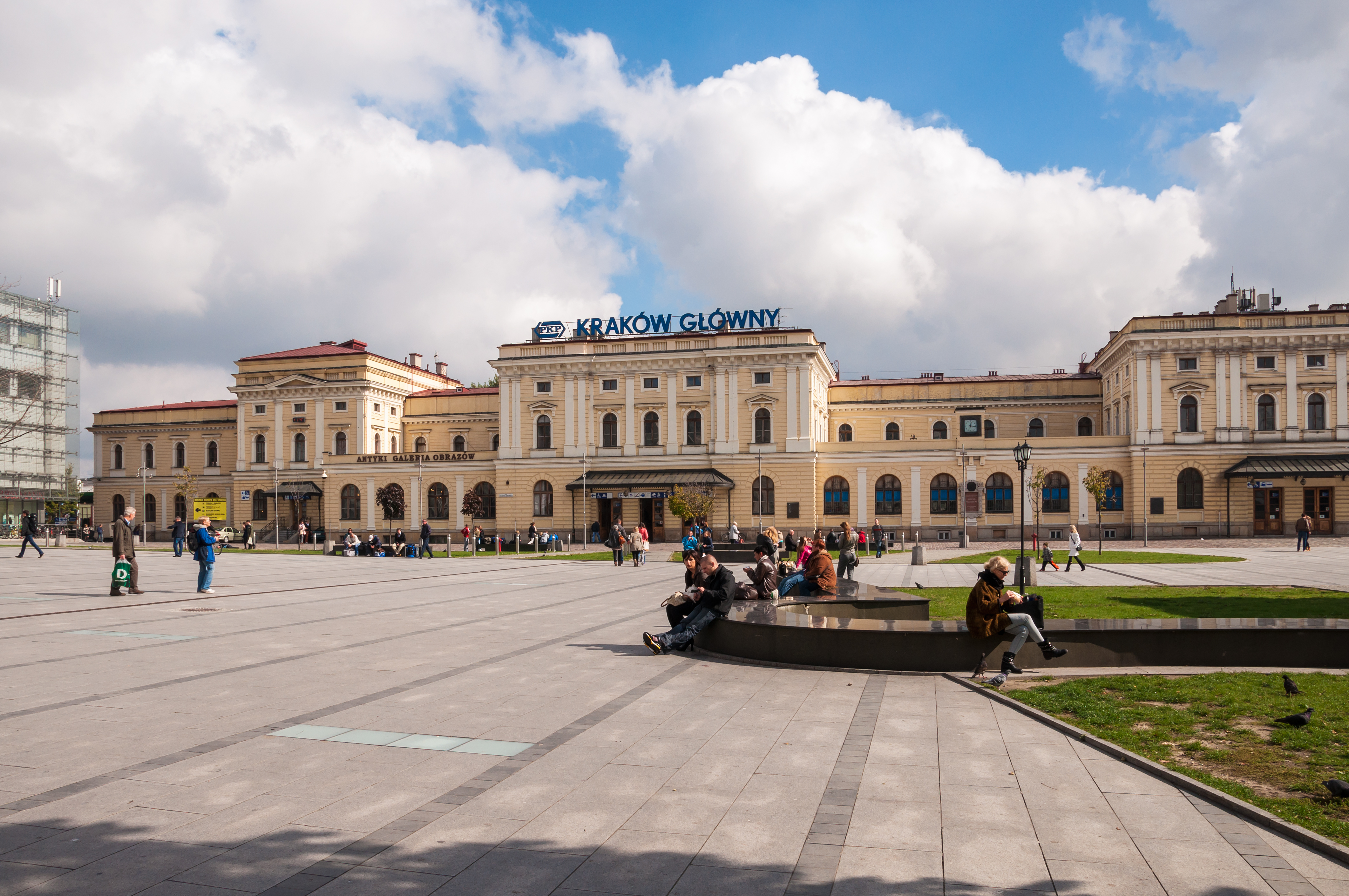
Estación Kraków Główny

Cracovia está unida por ferrocarril a todas las ciudades importantes de Polonia por medio de los trenes Intercity, así como a otras ciudades europeas con trenes internacionales, como Praga, Viena y Budapest.
También es centro de un importante tráfico de trenes regionales. Un eficaz servicio de trenes lanzadera une el centro de la ciudad con el aeropuerto de Balice.
La estación más importante de Cracovia es Kraków Główny (estación principal), situada a escasa distancia del centro histórico, muy bien situada. La segunda estación más importante de Cracovia es Płaszów, situada al otro lado del río Vistula, al sur de la ciudad.

## Deportes
El deporte estrella en Cracovia es el fútbol, representado en la Ekstraklasa (Primera División) de la liga polaca de fútbol por dos equipos: el Wisła Cracovia y el KS Cracovia. Ambos equipos, fundados en 1906, poseen una intensa rivalidad que se mide todos los años en la denominada Guerra Santa de Cracovia, el derbi que enfrenta a los dos equipos.
El KS Cracovia de hockey sobre hielo y de balonmano son dos de los mejores equipos dentro de cada deporte. Mientras que el Wisła Cracovia de baloncesto femenino fue campeón de la liga polaca en 2012 y 2013. El Juvenia Kraków de rugby y el Kraków Tigers de fútbol americano también son equipos de la ciudad.
Cracovia se presentó como sede para organizar los Juegos Olímpicos de Invierno de 2022, aunque un referédum realizado por los habitantes dio resultado negativo, y retiró su candidatura.
| Predecesor: Minsk | Ciudad Europea 2023 | Sucesor: Estambul |

## Universidades
- Uniwersytet Jagielloński

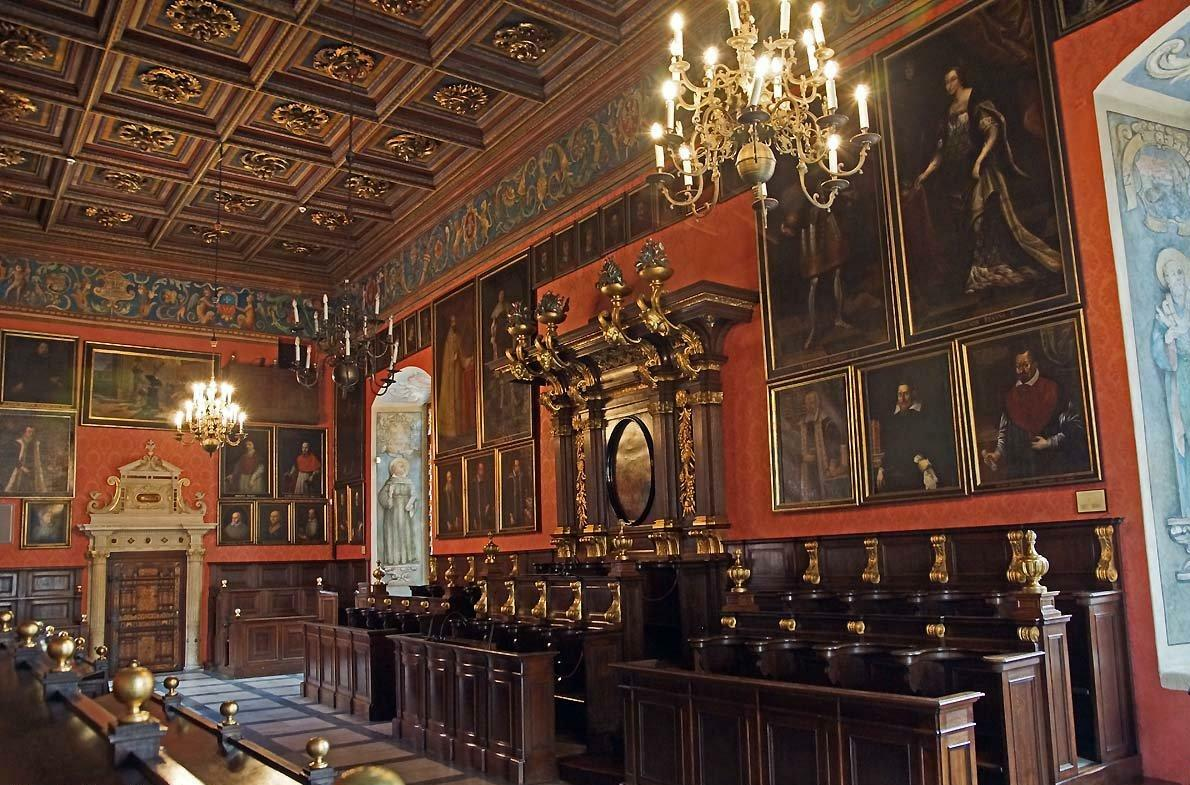
Collegium Maius de Universidad Jaguelónica.

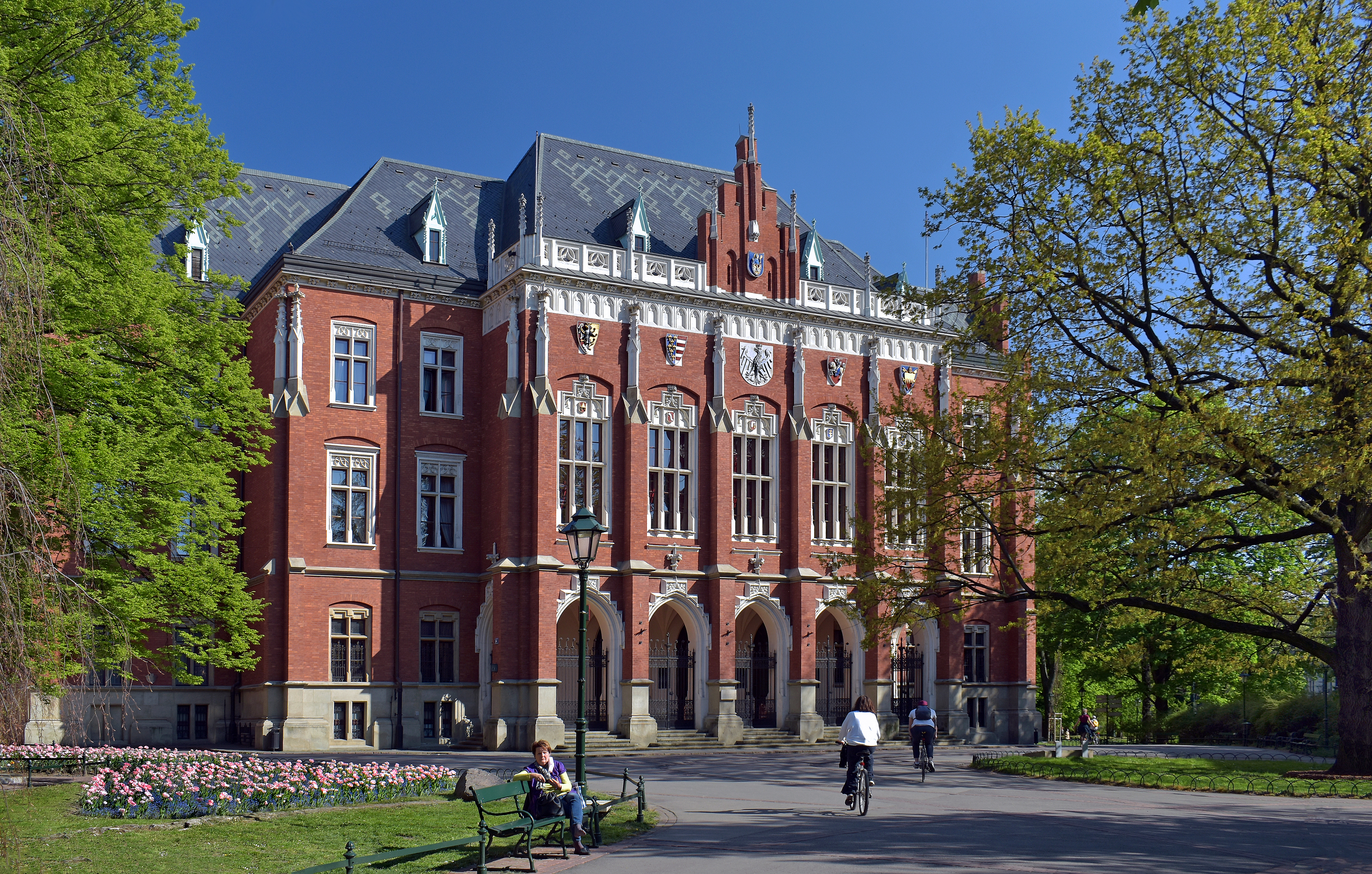
Collegium Novum

- Universidad Pedagógica/Uniwersytet Pedagogiczny
- Akademia Górniczo-Hutnicza
- Politechnika Krakowska
- Uniwersytet Ekonomiczny
- Akademia Wychowania Fizycznego
- Akademia Muzyczna
- Akademia Sztuk Pięknych
- Uniwersytet Rolniczy
- Uniwersytet Papieski Jana Pawła II
- Akademia Sztuk Teatralnych im. Stanisława Wyspiańskiego
- Krakowska Akademia im. A. Frycza-Modrzewskiego
- Krakowska Wyższa Szkoła Promocji Zdrowia
- Małopolska Wyższa Szkoła Zawodowa
- Wyższa Pedagogiczna Szkoła Zawodowa im. Św. Rodziny
- Wyższa Szkoła Ekonomii i Informatyki
- Wyższa Szkoła Europejska im. Ks. Józefa Tischnera
- Wyższa Szkoła Filozoficzno-Pedagogiczna Ignatianum
- Wyższa Szkoła Handlowa
- Wyższa Szkoła Ochrony Środowiska, Turystyki i Rekreacji
- Wyższa Szkoła Ubezpieczeń
- Wyższa Szkoła Zarządzania i Bankowości

## Ciudades hermanas
- Burdeos (Francia)
- Bratislava (Eslovaquia)
- Curitiba (Brasil)
- Cuzco (Perú)
- Edimburgo (Reino Unido)
- Fez (Marruecos)
- Florencia (Florencia)
- Fráncfort (Alemania)
- Gotemburgo (Suecia)
- Guadalajara (México)
- Innsbruck (Austria)
- Kiev (Ucrania)
- La Serena (Chile)
- Leipzig (Alemania)
- Lovaina (Bélgica)
- Leópolis (Ucrania)
- Milán (Italia)
- Núremberg (Alemania)
- Orleans (Francia)
- Pécs (Hungría)
- Quito (Ecuador)
- Rochester (Estados Unidos)
- Sevilla (España)
- Soleura (Suiza)
- Vilna (Lituania)
- Zagreb (Croacia)

## Sucesión
| Predecesor: Weimar   | Capital Europea de la Cultura junto con Aviñón Bergen Bolonia Bruselas Praga Helsinki Reikiavik Santiago de Compostela 2000 | Sucesor: Róterdam Oporto |
| Predecesor: Estambul | Sede de las Sesiones del Comité del Patrimonio de la Humanidad 2017                                                         | Sucesor:                 |